# Андреа Бардзали
Андреа Бардзали (Andrea Barzagli) е италиански футболист, играещ като централен защитник. Роден е на 8 май 1981 г. в град Фиезоле, Италия.
Дебютира в националния отбор на своята страна през 2004 г., за която изиграва 72 мача в периода до 2017 г.

## Клубна кариера

### Рондинела
Започва своята професионална кариера през 1998 г. в „Рондинела“. През 2000 г. за кратко играе в „Пистойезе“, преди отново да се върне в „Рондинела“.

### Асколи
През 2001 г. преминава в Асколи, където прекарва два сезона и помага на отбора да спечели промиция в Серия Б.

### Киево
Киево привлича Бардзали през юли 2003 г., като той изиграва първия си мач в Серия А именно за „Летящите магарета“. С изявите си в Киево той си спечелва място в националния отбор до 21 г.

### Палермо
След само един сезон в Киево бива трансфериран в Палермо, където се утвърждава като стабилен защитник и получава повиквателна за националния отбор. Избран е за капитан на отбора за сезон 2007/2008.

### Волфсбург
След почти сигурен транфер във Фиорентина е закупен от Волфсбург заедно със съотборника си Кристиан Дзакардо. Трансферната сума на Бардзали е 12,95 млн. евро. Договорът на Бардзали с Вофсбург е до края на сезон 2010/2011. През сезон 2008/2009 изиграва всички възможни игрови минути и е с основен принос за спечелването на Бундеслигата.

### Ювентус
На 26 януари 2011 г., с договор към своя край, е закупен от Ювентус за 300 хил. евро и допълнително още 300 хил. евро в зависимост от представянето си. С екипа на Ювентус печели Серия А в три поредни сезона и две Суперкупи на Италия.

## Национален отбор
Записва първия си официален мач през 2004 г. срещу Финландия. Избран е от Марчело Липи в отбора на Италия за Световно първенство по футбол в Германия и става световен шампион. Участва и на Европейското първенство през 2008 г., като тогава е и последната му повиквателна за националния отбор.

## Успехи
Италия
- УЕФА Европейски шампионат до 21 години – шампион: 2004
- Летни олимпийски игри – 3-то място: 2004
- Световно първенство по футбол – шампион: 2006
- Европейско първенство по футбол сребро – 2012
- Купа на конфедерациите – бронз (2013)

Волфсбург
- Германска Бундеслига – 2009

Ювентус
- Серия А (8) – 2012, 2013, 2014, 2015, 2016, 2017, 2018, 2019
- Купа на Италия (4) – 2015, 2016, 2017, 2018
- Суперкупа на Италия (4) – 2012, 2013, 2015, 2018

### Индивидуални
- Носител на Орден за заслуги към Италианската Република пета степен (рицар): 2006
- Най-добър защитник в Серия А – 2012